# Miellin
Miellin är en kommun i departementet Haute-Saône i regionen Bourgogne-Franche-Comté i östra Frankrike. Kommunen ligger i kantonen Mélisey som tillhör arrondissementet Lure. År 2018 hade Miellin 65 invånare.

## Befolkningsutveckling
Antalet invånare i kommunen Miellin
| Referens: INSEE |